# 아타마스

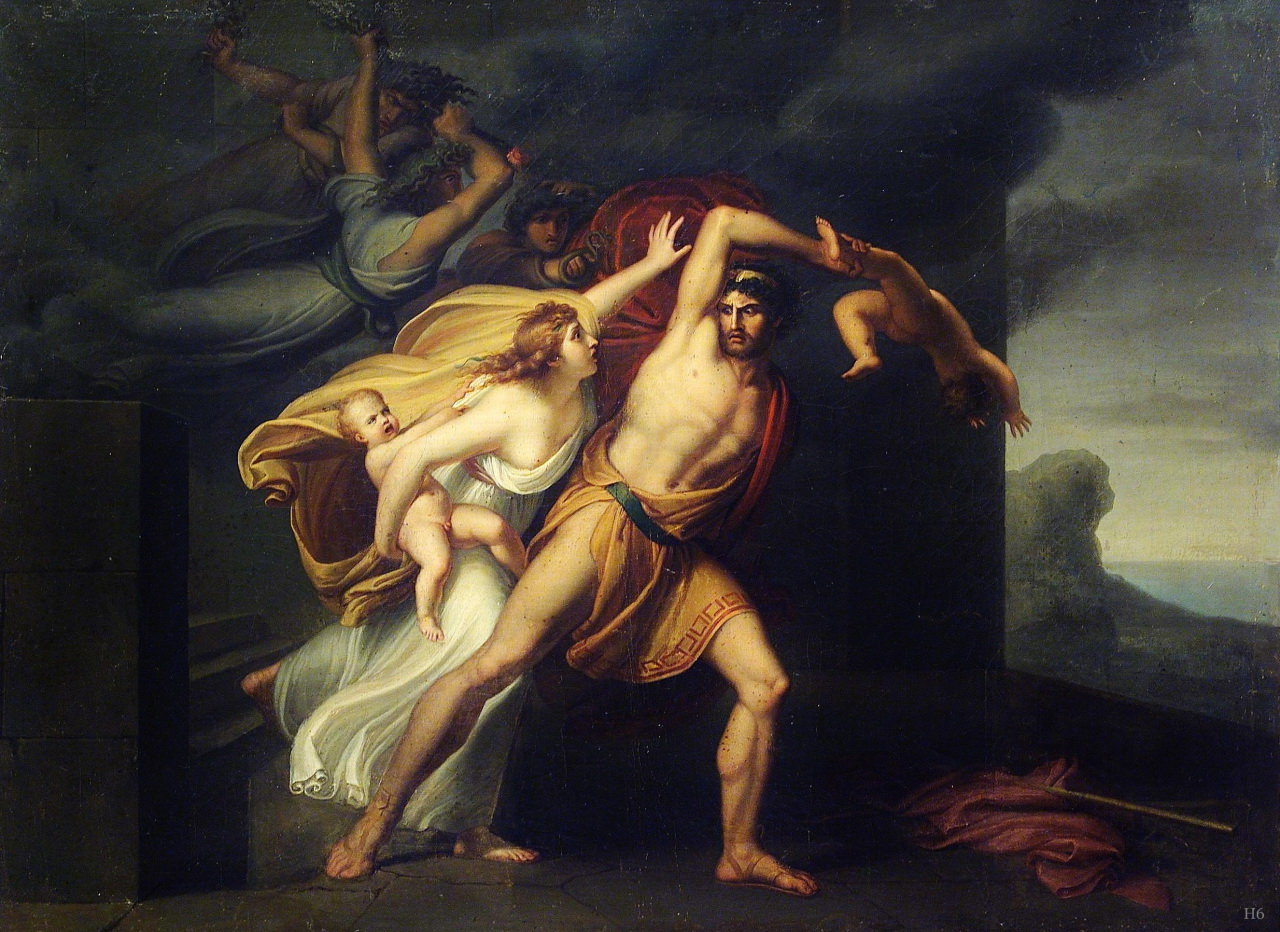
아타마스

아타마스(Athamas)는 그리스 신화에 나오는 보이오티아의 왕이다. 그의 아내 이노는 전처 네펠레가 낳은 아들 프릭소스와 딸 헬레를 미워하여 흉계를 써 그들을 없애려고 하였다. 네펠레는 헤르메스로부터 받은 황금털의 양을 프릭소스에게 주어 그것을 타고 도망치게 하였다. 양은 콜키스를 향하여 날아갔으나 도중에 헬레는 해협에 떨어져 죽고, 프릭소스는 무사히 콜키스에 도착하여 아이에테스 왕의 딸 칼키오페와 결혼하였다. 그 후 아이에테스는 황금털 양을 제우스에게 바치고 용을 시켜 양의 모피를 지키게 하였는데, 마침내 아르고호(號)의 영웅들이 이를 찾아 원정을 하게 된다. 이 양은 별자리[星座]로 변하여 양자리가 되었다고 전해진다. 헬레가 빠져 죽은 해협은 그녀의 이름을 따서 헬레스폰투스라고 불렸다.